# كريس سميث (سياسي)
كريس سميث (بالإنجليزية: Chris Smith)‏ هو سياسي أمريكي، ولد في 15 مارس 1970 في الولايات المتحدة. حزبياً، نشط في الحزب الديمقراطي. انتخب عضو مجلس ولاية فلوريدا (2008 – ) وانتخب عضو مجلس نواب فلوريدا (1998 – 2006).